# Hjälparen (räddningsbåt)

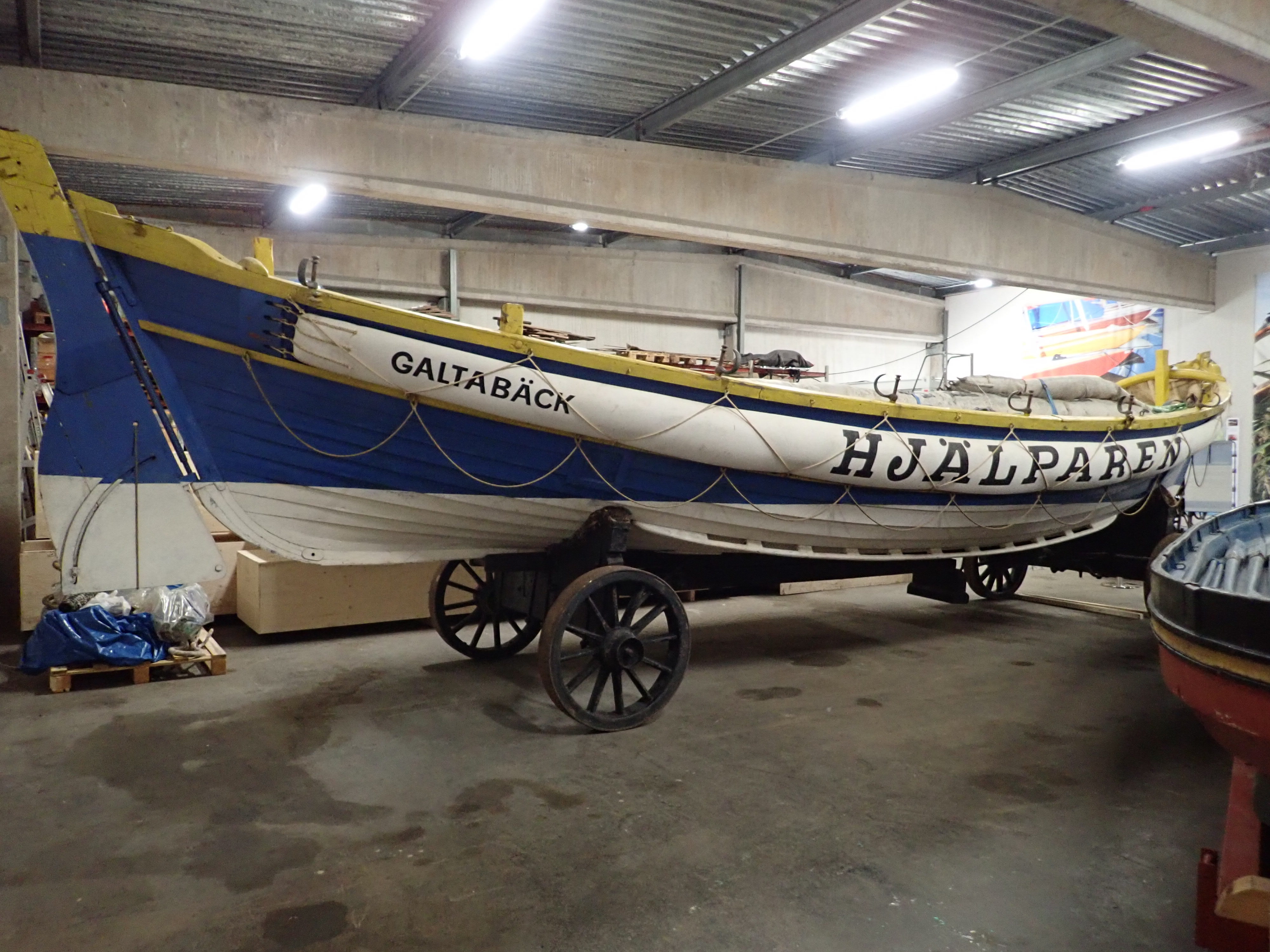
Räddningsbåten Hjälparen

Hjälparen är en roddlivräddningsbåt, som tjänstgjort inom Sjöräddningssällskapet.
Hjälparen är 9,4 meter lång och klinkbyggd med tolv bordgångar. Den är öppen och hade plats för tio roddare och en styrman. Längs relingen finns flytfendrar i kork och den har också tretton flyttankar. Skrovet är blåmålat med vit botten. Den flyttades på land till lämplig strand av en hästdragen grå transportvagn.
Livräddningsbåten fanns på den 1907 nyupprättade räddningsstationen i Galtabäck söder om Varberg. Den byggdes 1907 på Löfholmsvarvet i Stockholm och hade finansierats av en grupp av förmögna damer i Stockholm för att fira kung Oskar II:s och drottning Sophias guldbröllop 1907.
Hjälparen var en av de första privata räddningsbåtarna i Sverige i Sjöräddningssällskapets regi. Den första var den samma år levererade Anna Wallenberg, som sattes in på den nyetablerade räddningsstationen i Stafsinge, också på Hallandskusten, vilken 1903 hade drabbats av en serie förlisningar under höststormarna.
Hjälparen ersattes vid räddningsstationen i Galtabäck 1939 av Axel Broström, som också hon var en odäckad båt, men som hade en motor på 50 hästkrafter. 
Hjälparen donerades 1944 av Sjöräddningssällskapet till Sjöhistoriska museet i Stockholm och visas sedan 2019 på museets båtmagasin på Rindö.På museet finns också en modell av båten med räddningsmanskap.

## Hjälparen (II)
Namnet Hjälparen har också burits av en nyare räddningsbåt, vilken byggdes på Djurgårdsvarvet 1954, och senare byggts om på Djupviksvarvet 1973. Detta fartyg med stålskrov och överbyggnad av aluminium är 17,82 meter långt, 4,90 meter brett och har ett djupgående på 1,80 meter.  Dess deplacement är 28 ton och hon är på 35 bruttoregisterton (10 nettoregisterton).

## Bildgalleri

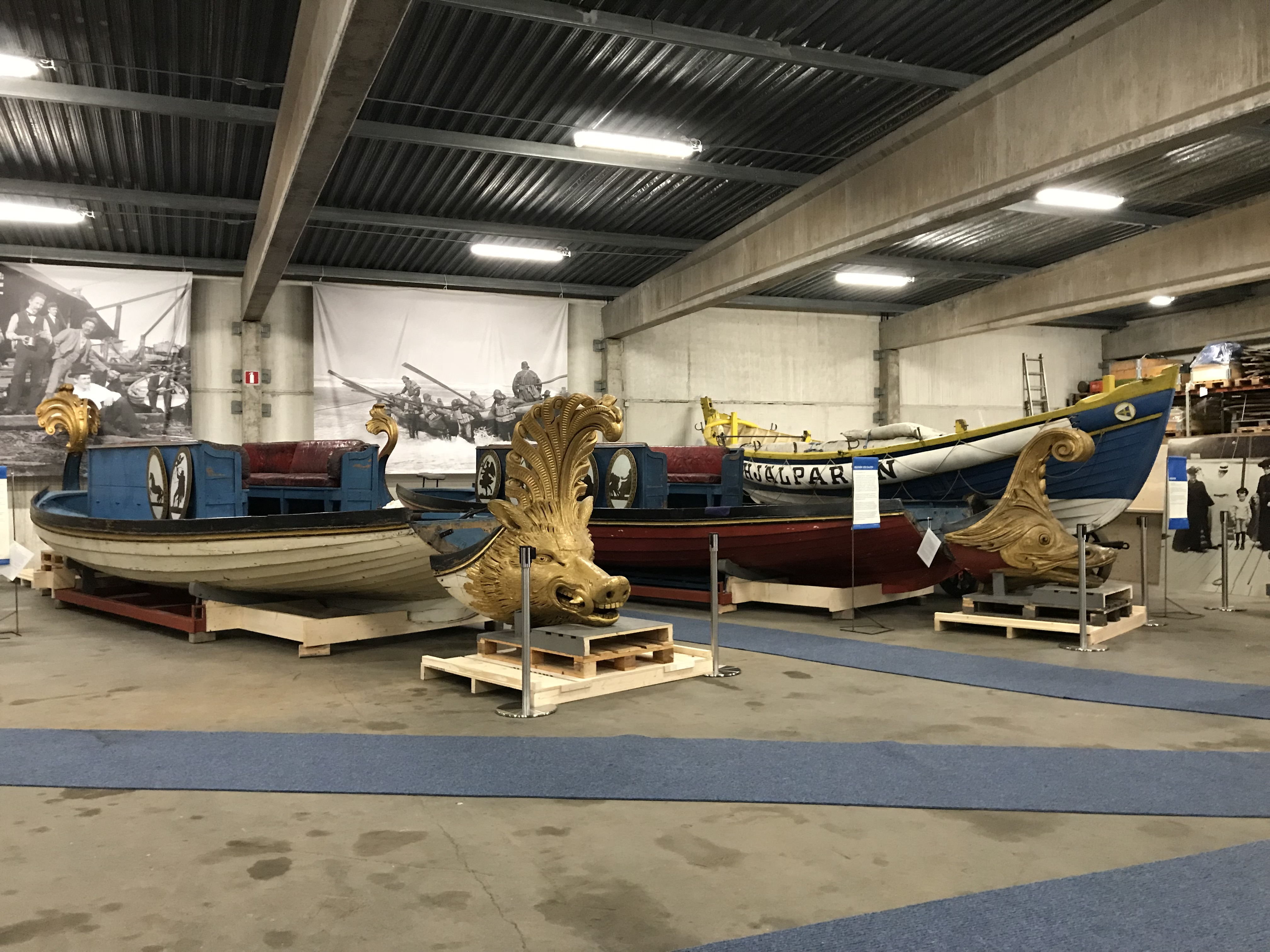
Lustbåtarna Galten och Delfinen samt räddningsbåten Hjälparen i Sjöhistoriska museets båtmagasin på Rindö, 2019
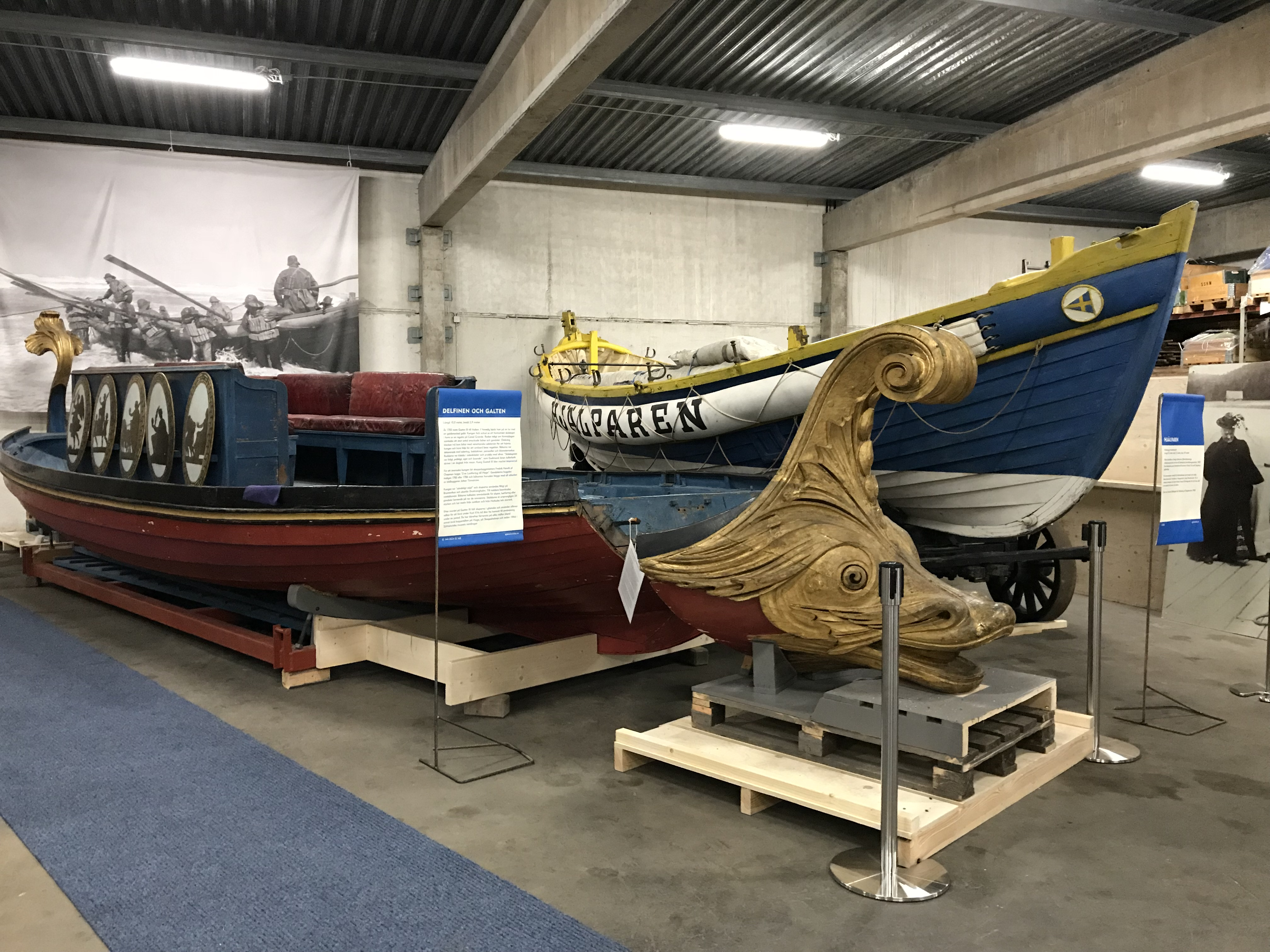
Delfinen och Hjälparen